# 이탈리아 포도주

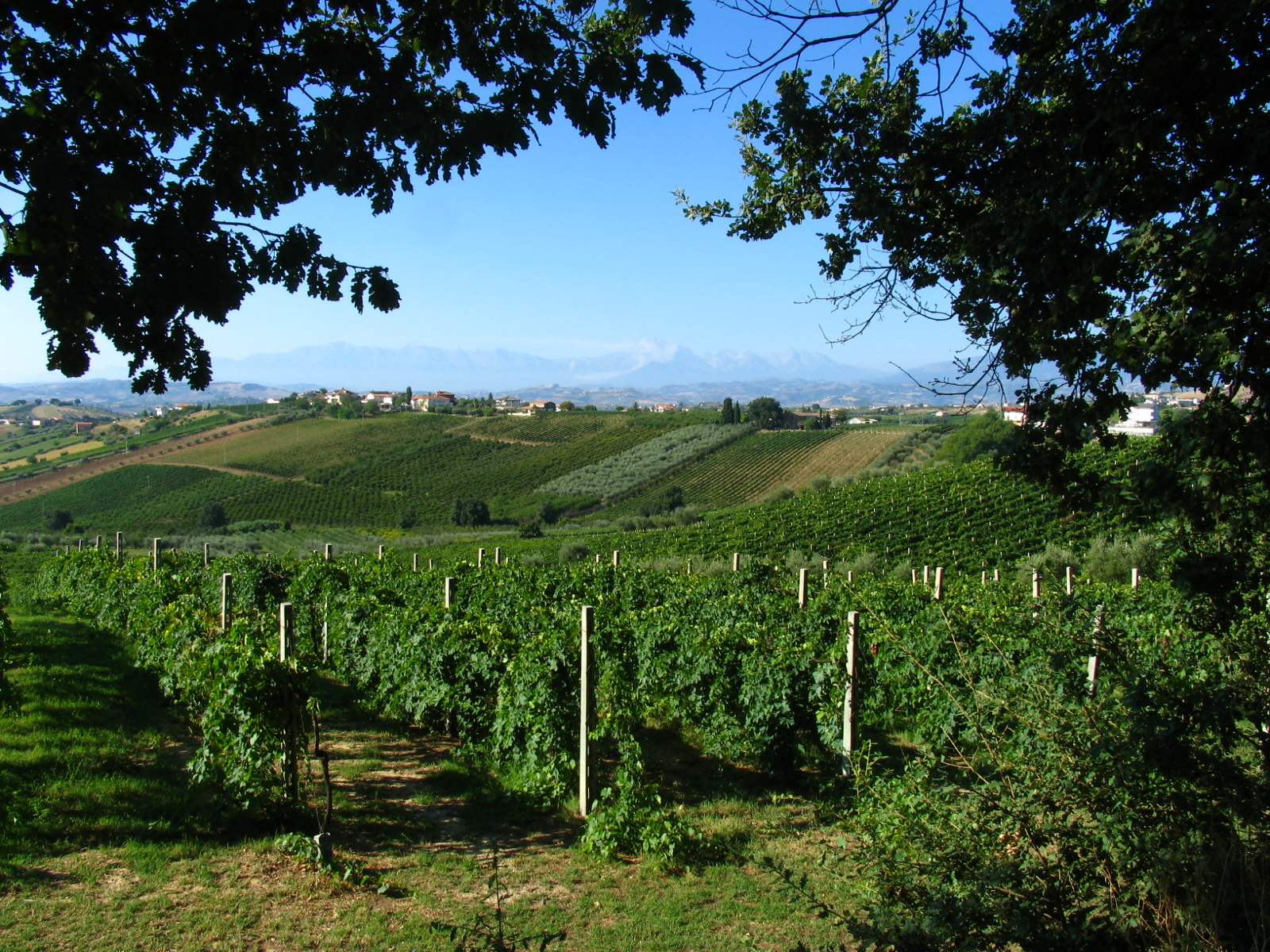
전통적인 포도 재배지의 모습

포도주(葡萄酒, 영어: Wine, 프랑스어: Vin, 이탈리아어: Vino, 독일어: Wein, IPA: [Vi ˈnːo])는 이탈리아 라틴어로 비눔(Vinum: 포도를 발효시킨 것)을 뜻한다. 사과, 복숭아, 라즈베리 등 다른 과실을 발효하여 만든 와인은 앞에 그 과실의 이름이 붙는다.
역사는 BC 9000년 경 신석기 시대부터라고 보는 것이 일반적으로 포도를 따서 그대로 두면 포도껍질의 천연 효모인 이스트(Yeast)에 의해 발효가 진행되어 술이 되었고 그것이 인류가 마시기 시작한 최초의 술이었다고 추측할 수 있다. 유적 및 기록으로는 BC 4000~3500년에 사용된 와인을 담은 항아리가 메소포타미아 유역의 그루지아(Georgia)지역에서 발견되었고, BC 3500년쯤 사용된 포도재배, 와인 제조법이 새겨진 유물이 이집트에서 출토 되었다. 그 후 BC 2000년 바빌론의 함무라비 법전에 와인의 상거래에 대한 내용이 최초 와인관련 기술이다.
이탈리아는 세계에서 가장 오래된 포도주 생산지이며 이탈리아 포도주의 명성 또한 높다. 그 재조량은 4,500만-5,000만 병에 달하여 전 세계 생산량의 1/3을 차지한다.  이에걸맞게 포도주 소비량은 세계 5위이며 인당 42리터를 소비한다. 거의 모든 지역에서 포도가 자라기 때문에 경작 중인 곳만 1백만 여 곳에 달한다.
에트루리아 왕국과 그리스 정착자들이 로마 시대 이전 즉, 기원전 2세기 즈음부터 포도주 생산을 시작한 것으로 알려져 있다. 때문에 제조 및 저장 방식 또한 오랜 기술력을 바탕으로 한다.

## 역사

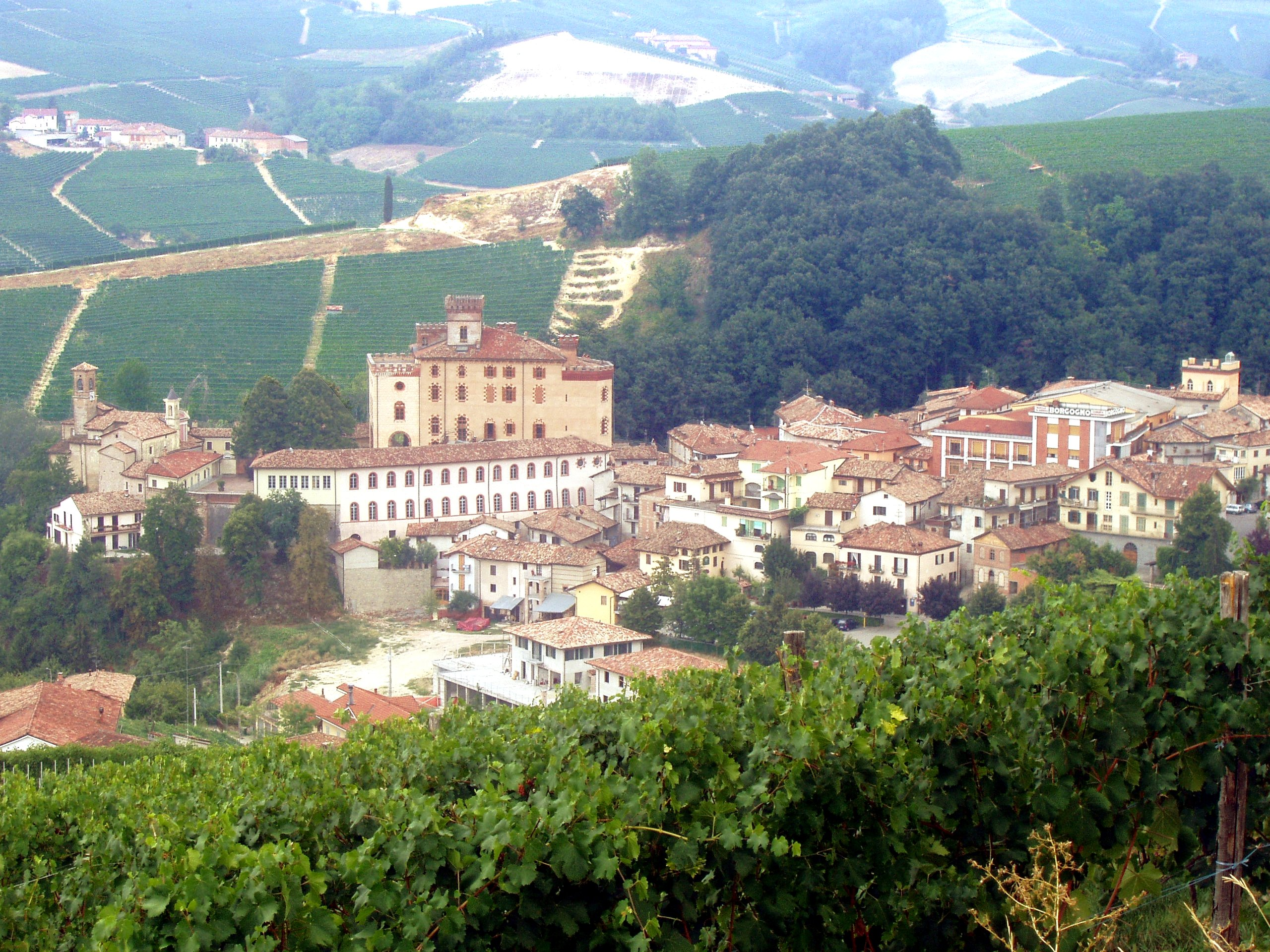
Barolo 지역의 포도원

야생종 포도가 재배된 것은 수천 년에 달하지만 본격적으로 생산이 시작된 것은 그리스인들의 정복 이후였으며 이들에 의해 시칠리아섬을 비롯한 남부 이탈리아에 포도주 관련 문화가생겨나기 시작했고, 기원전 800년 경에 절정에 이르렀다고 한다. 이후 카르타고인과의 전쟁 중에 생산량이 더욱 늘기 시작했으며 해안 지대에는 노예를 통한 플렌테이션 양식의 포도 농장이 나타나기 시작했다. 92년 도미티안 황제는 음식 생산을 위한 토지 마련을 위해 수많은 포도원을 파괴한다.
이 시기 이후 포도원을 비롯한 포도주 제작은 이탈리아 외 지역에서 로마법 상 금지됐고 노예 거래를 통하여 타 지방으로의 수출이 이뤄졌다. 당시에는 적당량의 물을 섞어 마시는 것이 유행했으며 이탈리아인들의 생활에 포도주가 등장한 가장 초기의 역사가 시작됐다.
포도주 설치 및 포도주 생산에 대한 법규가 완화되면서 유럽 나머지 지역 특별히 프랑스와 히스파니아(현재의 스페인)에서 생산량이 늘어나기 시작하여 주변 지역의 포도주를 수입하는 핵심 지역으로 이탈리아 반도가 급부상했다.
2005년 이탈리아의 포도주 생산량은 프랑스에 이어 세계 20%를 차지하며 미국으로의 수출량은 32%, 오스트레일리아로 수출이 24%, 프랑스 수출이 20%이다.
- 북부의 알프스 지대에서 남부의 아프리카 인근에 이르기까지 재배 지역이 매우 다양하다.
- 해안선이 매우 긴 반도국가이기 때문에 해안 지역의 기후에 따른 포도주의 특징이 나타난다.

## 포도주 생산 지역
20개의 주는 다양한 특성을 갖고 있는 만큼 포도주의 특징 또한 매우 다양하다. 이탈리아 포도주의 등급인 DOCG를 보유한 포도주는 73개이며 대부분은 피에몬트 주, 베네토 주, 토스카니 주에 위치한다.
대부분은 북서쪽에서 남동쪽에 달한다.

## 포도주에 관한 안내
많은 포도주 관련 출판물은 이탈리아 포도주를 높게 평가하며 이탈리아 잡지 중에서는 감베로 로소가 가장 영향력이 크다. 특별히 매년 맛 평가 시 세 잔(Three glasses) 평가를 받은 포도주에 대한 관심이 집중된다. 최근에는 슬로푸드 이탈리아가 출판하는 슬로우 와인이 전문가와 애호가 사이에서 큰 인기를 끌고 있는데 중소 양조장에 관계 없이 여러 포도주 생산에 대해 출판하고 있다.

## Vino cotto and vincotto
Vino cotto는 말 그대로 조리한 포도주를 의미하며 아브루초 주와 마르케 주에서 유래하며 포도주로서는 판매되지 않는다. 보통 포도를 동으로 된 곳에 보관하여 끓이며 통에서 발효시키기 전에 1/3로 크기를 줄인다. 루비 빛깔이 나는데 푸딩과 함께 곁들이다.
Vincotto는 아퀼라 지역의 것으로 발효시키지 않고 달콤한 시럽으로 먹어 단 것이나 소프트 드링크에 곁들인다. 단, 발효시키지 않으며 차게 식힌 뒤에 보관하여 저장한다.

## 같이 보기
- 스페인 포도주
- 포르투갈 포도주
- 프랑스 포도주